# 31-я ракетная армия
31-я ракетная армия (31РА) (Войсковая часть 29452) — оперативное объединение (ракетная армия) в составе Ракетных войск стратегического назначения, штаб в Оренбурге. Является единственной в мире, осуществляющей пуски межконтинентальных баллистических ракет с выводом космических аппаратов во внеземное пространство из позиционного района ракетной дивизии.

## История
Управление армии сформировано 8 июня 1970 года на базе 18-го отдельного ракетного корпуса, в соответствии с директивой Главнокомандующего РВСН от 23 апреля 1970 года.

## Командование
Командующие армией
- генерал-полковник Шевцов, Иван Андреевич (27 июня 1970 — 5 июня 1979),
- генерал-полковник Герасимов Владимир Иванович (5 июня 1979 — 8 ноября 1985),
- генерал-лейтенант Чичеватов, Николай Максимович (8 ноября 1985 — 7 августа 1988),
- генерал-лейтенант Пустовой, Игорь Васильевич (7 августа 1988 — 2 ноября 1993),
- генерал-лейтенант Борзенков Анатолий Сергеевич (4 ноября 1993 — 22 июня 2002),
- генерал-лейтенант Кононов, Юрий Евгеньевич (22 июня 2002 — 12 октября 2007),
- генерал-лейтенант Рева Иван Фёдорович (12 октября 2007 — 4 сентября 2010),[2]
- генерал-лейтенант Кулай, Анатолий Григорьевич (4 сентября 2010 — 30 июня 2020),
- генерал-лейтенант Талатынник, Сергей Андреевич (с июля 2020)[3].

Заместители командующего войсками армии
- генерал-майор Скляр, Юрий Иванович (август 2004 — июль 2007)[4].

## Состав
В состав 31-й ракетной армии входят 3 дивизии:
- 8-я ракетная Мелитопольская Краснознамённая дивизия (ЗАТО Первомайский (Юрья-2))
- 13-я ракетная Оренбургская Краснознамённая дивизия (Ясный (Домбаровский))
- 42-я ракетная Тагильская дивизия (ЗАТО Свободный, в 35 км от Нижнего Тагила и в 15 км от Верхней Салды).

## Вооружение
На боевом дежурстве дивизий стоят ракетные комплексы Р-36М2 (в Ясном). РС-24 в 42-й ракетной дивизии.